# Hurrikan Inga (1969)
Hurrikan Inga des Jahres 1969 ist der Hurrikan mit der drittlängsten Dauer im Atlantik seit Beginn der verlässlichen Wetteraufzeichnungen. Der elfte tropische Wirbelsturm und neunte benannte Sturm der atlantischen Hurrikansaison 1969 entwickelte sich am 20. September im Mittelatlantik und zog dann westwärts. Nachdem Erreichen der Stärke eines tropischen Sturmes, zerfiel das System in ein Tiefdruckgebiet, intensivierte sich jedoch einige Tage später erneut. Der Sturm erreichte schließlich am 5. Oktober seinen Höhepunkt mit Windgeschwindigkeiten, die der Kategorie 3 der später eingeführten Saffir-Simpson-Hurrikan-Windskala entsprechen. Die Zugbahn Ingas war sehr unregelmäßig. Der Hurrikan änderte mehrmals seine Zugrichtung und seine Intensität. Der Hurrikan löste sich am 15. Oktober auf, 25 Tage nach seiner Entstehung. Trotz seiner Langlebigkeit verursachte der Hurrikan nur geringe Schäden und blieb weitgehend über dem offenen Atlantischen Ozean.

## Sturmverlauf

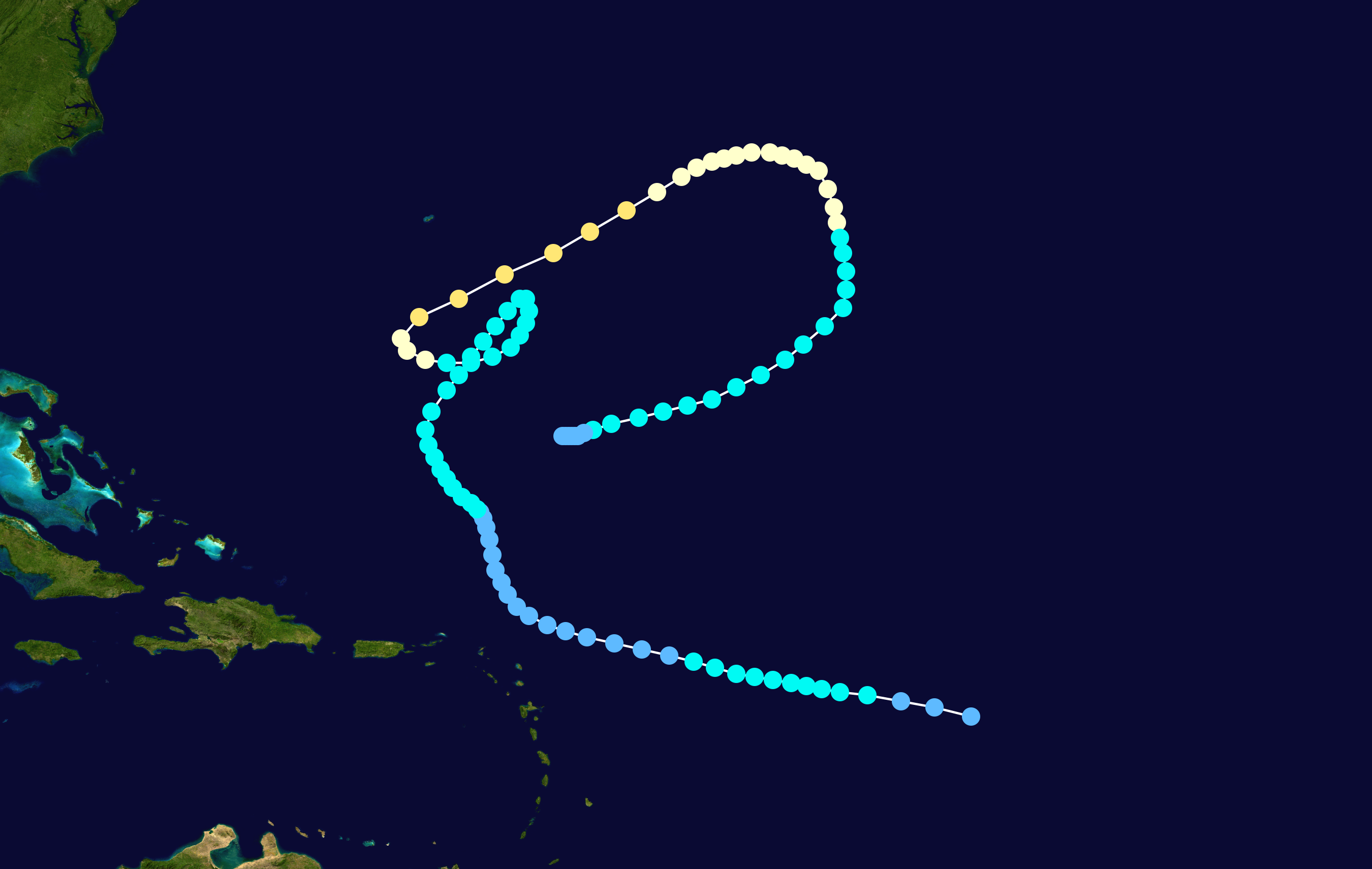
Zugbahn von Hurrikan Inga

Am 20. September entwickelte sich eine tropische Störung im zentralen Atlantischen Ozean in ein tropisches Tiefdruckgebiet. Am nächsten Vormittag stellte das National Hurricane Center (NHC) fest, dass sich das System zu einem tropischen Sturm intensiviert hatte und sein Zentrum etwa 1500 km ostsüdöstlich von San Juan, Puerto Rico befand. Zu diesem Zeitpunkt zog der Sturm mit einer Vorwärtsgeschwindigkeit von 23 km/h westwärts. In diesem Stadium war Inga ein recht kleiner tropischer Wirbelsturm; der Radius der sturmstarken Winde betrug weniger als 160 km. Am 23. September jedoch war der Sturm disorganisiert und zerstreut. Im Laufe des Tages wurde Inga zu einem tropischen Tiefdruckgebiet zurückgestuft.
Das Tiefdruckgebiet zog weiter in westnordwestlicher Richtung, nördlich an den Leeward Islands vorbei, bevor es nordwestwärts driftete. Inga erreichte am 28. September erneut den Status eines tropischen Sturmes, befand sich jedoch noch weit östlich der Bahamas. Inga intensivierte sich weiter und erreicht am 30. September um 0:00 UTC und wanderte zu diesem Zeitpunkt in nordöstlicher Richtung. Der Sturm änderte dann seine Zugrichtung abrupt, aber stetig südwärts und vollendete schließlich eine vollständige Schleife, als Inga wieder eine westliche Richtung einschlug. Die steuernden Luftströmungen waren schwach, sodass der Hurrikan nur langsam vorwärts zog. Spät am 3. Oktober schwenkte Inga nach Nordwesten, immer noch als Kategorie-1-Hurrikan der heutigen Saffir–Simpson-Hurrikan-Windskala. Der Sturm schlug dann einen Bogen nach Nordosten und intensivierte sich am 5. Oktober um 0:00 Uhr UTC zu einem Kategorie-2-Hurrikan.

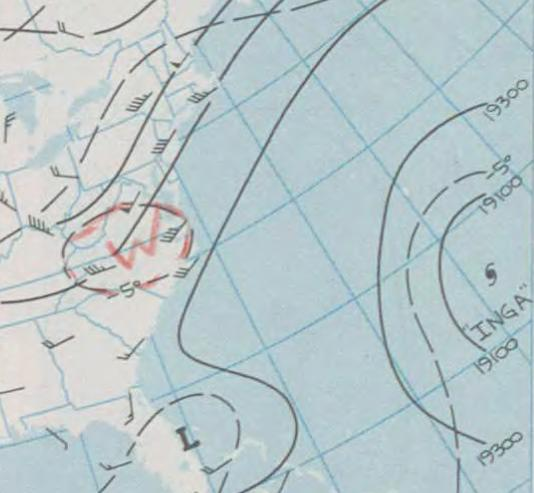
Position von Inga in Bezug auf die Ostküste der Vereinigten Staaten am 3. Oktober

Inga beschleunigte etwas, als das Zentrum des Hurrikans südöstlich an Bermuda vorbeizog. In den Morgenstunden des 5. Oktober stand fest, dass der Hurrikan keine wesentliche Gefahr für die Insel bedeutet. Um 12:00 Uhr UTC an diesem Tag wurde mit 964 mbar der niedrigste bekannte Luftdruck des Hurrikans festgestellt. Kurz darauf intensivierte sich Inga noch kurzzeitig zu einem schweren Hurrikan (Kategorie 3) und der Sturm erreichte mit andauernden einminütigen Windgeschwindigkeiten von 185 km seine größte Intensität. Der Sturm erreichte dann die offeneren Gewässer des Atlantiks und gelangte in eine kühlere Umgebung, sodass sich Inga am 6. Oktober zu einem Kategorie-1-Hurrikan abschwächte. Die Vorwärtsgeschwindigkeit ging erneut zurück, da kalte Luft in die Zirkulation gelangte und Inga begann, die tropischen Eigenschaften zu verlieren.
Allerdings intensivierte sich Inga nochmals und erreichte am 7. Oktober erneut die Stärke eines Kategorie-2-Hurrikans. Zu diesem Zeitpunkt driftete der Hurrikan nach Osten. Danach drehte der Sturm erneut nach Süden und begann mit der Abschwächung. Im operativen Betrieb ging das NHC davon aus, dass Inga am 8. Oktober den Hurrikanstatus verlor und später nochmals Hurrikanstatus erreichte, Inga wer jedoch wohl bis zum 10. Oktober stets ein Hurrikan. Nachdem sich der Hurrikan endgültig zu einem tropischen Sturm abgeschwächt hatte, schlug Inga erneut einen Bogen nach Südwesten ein. Das Sturmzentrum wurde schlechtdefiniert und ovalförmig, als der Sturm weiter an Kraft verlor. Als Inga erneut eine westwärts gerichtete Zugrichtung einnahm, wurde das System zu einem tropischen Tiefdruckgebiet abgestuft. Es löste sich am 15. Oktober vollständig auf, nur etwa 470 km entfernt von der Stelle, wo das System das erste Mal Hurrikanstatus erhalten hatte.

## Auswirkungen und Wetterrekorde
Hurrikan Inga existierte annähernd 25 Tage, nämlich vom 20. September bis zum 15. Oktober. Damit ist Inga der atlantische Hurrikan mit der drittlängsten aufgezeichneten Zeitdauer, nach dem San-Ciriaco-Hurrikan im August und September 1899 sowie Hurricane Ginger im September und Oktober 1971. Auf den Plätzen vier bis sechs rangieren Hurrikan Kyle (2002), Hurrikan Carrie (1957) und Hurrikan Inez (1966). Allerdings glaubte man 1969, dass Inga der am längsten existierende atlantische Hurrikan war. Das National Hurricane Center gab insgesamt 72 Sturmwarnungen zu Inga aus.
Zwar blieb der Hurrikan überwiegend über dem offenen Ozean, die Ausläufer erzeugten jedoch auf Bermuda in Böen Windgeschwindigkeiten von 130 km/h. Diese Starkwinde in Orkanstärke führten zu Stromausfällen, die jedoch rasch beseitigt wurden. Die Bewohner wurden aufgefordert, aufmerksam zu sein, ob der Hurrikan seine Richtung nicht plötzlich ändern und auf die Insel treffen würde.